# بیسکویت مادر

بیسکویت مادر قدیمی‌ترین بیسکویت تولیدشده در ایران است که از سال ۱۳۳۷ توسط شرکت ویتانا تولید می‌شود. بر روی بسته‌های این بیسکویت تصویر یک مادر به همراه نوزاد خود دیده می‌شود. شعار این بیسکویت برای سال‌ها این بود:
مهر مادر، شیر مادر، بیسکویت مادر
بنابر تبلیغات کارخانه در سال‌های نخستین تولید «بیسکویت مادر یک مکمل کامل غذایی بود که پیشنهاد می‌شد همهٔ افراد مصرف کنند. حتی بسیاری پزشکان کودک به مادران توصیه می‌کردند از شش ماهگی به همراه شیر به نوزادان خود بیسکویت مادر بدهند».

## تاریخچه
کارخانه ویتانا در سال ۱۳۳۵ توسط برادران تهرانچی در خیابان امیریه در تهران راه‌اندازی شد. برادران تهرانچی از آلمان و بریتانیا دستگاه‌های بیسکویت‌سازی وارد کردند و تولید بیسکویت را در کارخانهٔ این شرکت آغاز نمودند. این شرکت در ابتدا یعنی حدود سال‌های ۱۳۳۳ به صورت کارگاه کوچکی بود که بعدها بزرگ‌تر شد. بر پایه اسناد و مدارک سازمان ثبت شرکت‌ها، ویتانا نخستین تولیدکنندهٔ بیسکویت و نان صنعتی در ایران است. آن‌ها یک جمله معروف داشتند: «بیسکویت مادر باید به راحتی با دندان شکسته شود و با آب دهان نرم شود.»
نام بیسکوئیت مادر در یک مسابقه فراخوان انتخاب بهترین نام برای بیسکویت انتخاب شد و نام پیشنهاد کننده "محمد حسین دقت" از چایجان شهرستان کلاچای در استان گیلان بوده است.
کارخانه ویتانا در جریان انقلاب مصادره شد و به شرکت سهامی البرز از زیر مجموعه‌های بنیاد پانزده خرداد واگذار شد. این کارخانه در سال ۱۳۸۷ به بخش خصوصی واگذار شد.
ویتانا از سال ۱۳۸۷ با مالکیت بخش خصوصی به کار خود ادامه می‌دهد.

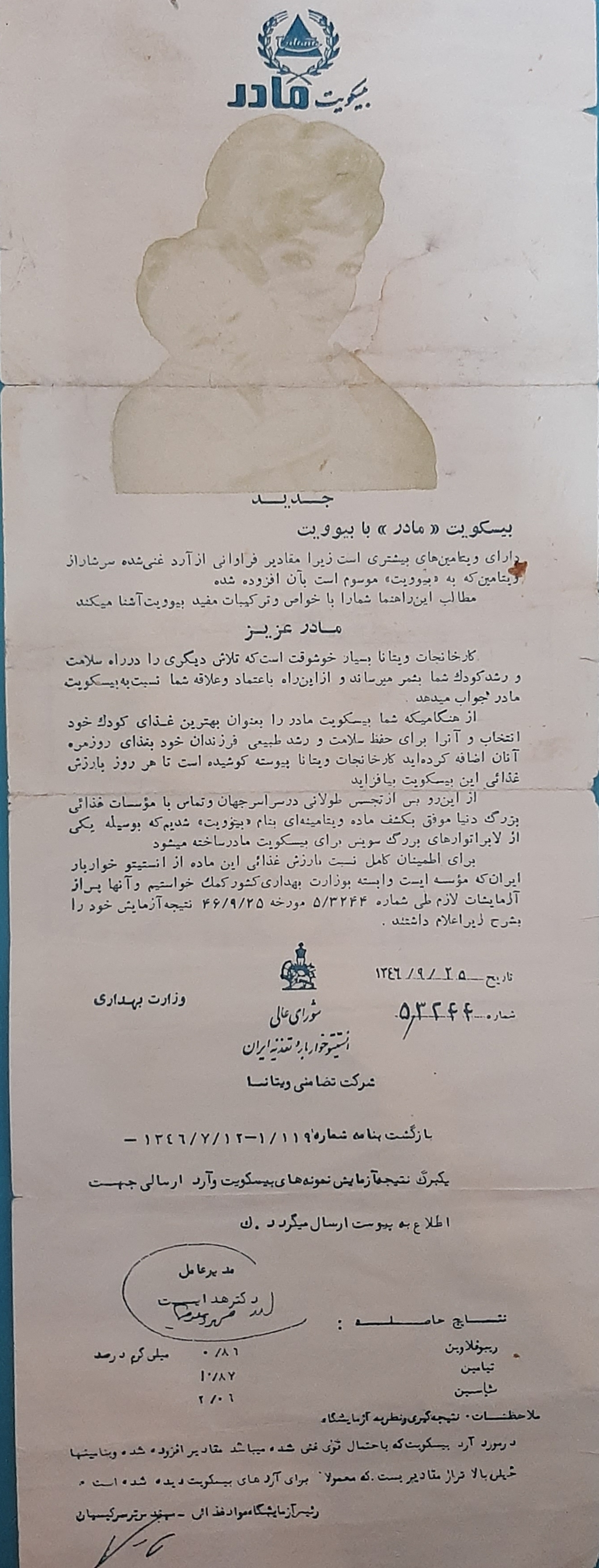
Mother's biscuit advertisement

https://commons.wikimedia.org/wiki/File:%D8%A8%D8%B1%DA%AF%D9%87_%D8%A8%DB%8C%D8%B3%DA%A9%D9%88%D8%A6%DB%8C%D8%AA_%D9%85%D8%A7%D8%AF%D8%B1_%D8%A8%D8%A7_%D9%86%D8%B4%D8%A7%D9%86_%D8%B4%DB%8C%D8%B1_%D9%88_%D8%AE%D9%88%D8%B1%D8%B4%DB%8C%D8%AF_%D8%B3%D8%A7%D9%84_%DB%B1%DB%B3%DB%B4%DB%B6_%D8%B4%D9%85%D8%B3%DB%8C.jpg

### بنیانگذاران کارخانه
رضا تهرانچی کارآفرین قدیمی ایران و برنده نشان امیرالضرب بنیان‌گذار کارخانه ویتانا بود. از او به عنوان خالق بیسکویت مادر نام برده می‌شود. رضا تهرانچی در فروردین ۱۴۰۱ درگذشت.

## مکمل غذای کودک
بیسکویت مادر به دلیل داشتن ترکیب و مواد اولیه ای مثل جوانهٔ گندم، عصارهٔ مالت، شیر و تخم‌مرغ، پروتئین‌های لازم و ویتامین‌های محلول در چربی مثل K-E-D-A میان‌وعده‌ای مناسب برای کودکان به‌شمار می‌آید؛ بنابراین از شش ماهگی امکان خوردن بیسکویت مادر وجود دارد، زیرا مراحل پخت کامل بیسکویت مادر باعث می‌شود تا بیسکویت به راحتی قابل هضم باشد. همچنین به دلیل افزودن مقدار مشخصی املاح ضروری مثل کلسیم، احتمال نفخ و ترش کردن معدهٔ کودک کم است.